# Collegio elettorale di Paternò (Senato della Repubblica)
Il collegio di Paternò fu un collegio elettorale uninominale della Repubblica Italiana per l'elezione del Senato della Repubblica. Apparteneva alla circoscrizione Sicilia e fu utilizzato per eleggere un senatore nella XII, XIII e XIV legislatura.
Venne istituito nel 1993 con la cosiddetta Legge Mattarella (Legge n. 276, Norme per l'elezione del Senato della Repubblica), attuata in seguito al referendum abrogativo del 1993. La legge istituì per la Camera dei deputati e per il Senato della Repubblica un sistema di elezione misto, in parte maggioritario e in parte proporzionale. Il 75% dei parlamentari dell'assemblea veniva eletto in collegi uninominali tramite sistema maggioritario a turno unico; il restante 25% al Senato veniva eletto tramite recupero proporzionale dei più votati non eletti attraverso un meccanismo di calcolo denominato "scorporo", cioè sottraendo dal conteggio dei voti totali di una lista nella parte proporzionale i voti ottenuti dai candidati collegati alla medesima lista che erano eletti nei collegi uninominali con il sistema maggioritario.
Il collegio venne abolito insieme a tutti gli altri che costituivano il Senato con la promulgazione della legge elettorale successiva, la cosiddetta Legge Calderoli. Questa prevedeva un sistema proporzionale con premio di maggioranza, che al Senato veniva attribuito a livello regionale.

## Territorio
Il collegio di Paternò era uno dei 20 collegi uninominali in cui era suddivisa la Sicilia e, come previsto dal D.Lgs. del 20 dicembre 1993 n. 535, era compreso nelle province di Caltanissetta e di Catania e comprendeva i seguenti comuni: Adrano, Belpasso, Biancavilla, Caltagirone, Castel di Iudica, Grammichele, Licodia Eubea, Mazzarrone, Mineo, Mirabella Imbaccari. Niscemi, Paternò, Raddusa, Ragalna, Ramacca, San Cono, San Michele di Ganzaria, Santa Maria di Licodia e Vizzini. 

## Eletti
| Elezione | Elezione | Senatore          | Partito                     |
| -------- | -------- | ----------------- | --------------------------- |
|          | 1994     | Vincenzo La Russa | Polo del Buon Governo (CCD) |
|          | 1996     | Rosario Pettinato | L'Ulivo (FdV)               |
|          | 2001     | Filadelfio Basile | Casa delle Libertà (FI)     |

## Dati elettorali

### XII legislatura
|                               | Vincenzo La Russa ✔️ Eletto | Polo del Buon Governo       | 53 425  | 44,10 |  |  |  |  |  |
|                               | Giovanni Campo ✔️ Eletto    | Progressisti                | 40 962  | 33,81 |  |  |  |  |  |
|                               | Giuseppe Di Mauro           | Patto per l'Italia          | 20 456  | 16,88 |  |  |  |  |  |
|                               | Luigi Giaquinta             | Partito Socialista Italiano | 5 055   | 4,17  |  |  |  |  |  |
|                               | Giuseppe Piscopo            | Vespri Siciliani            | 1 259   | 1,04  |  |  |  |  |  |
| Totale                        | Totale                      | Totale                      | 121 157 | 100   |  |  |  |  |  |
|                               |                             |                             |         |       |  |  |  |  |  |
| Voti non validi               | Voti non validi             | Voti non validi             | 17 543  | 12,65 |  |  |  |  |  |
| Votanti                       | Votanti                     | Votanti                     | 138 700 | 72,40 |  |  |  |  |  |
| Elettori                      | Elettori                    | Elettori                    | 191 578 |       |  |  |  |  |  |
|                               |                             |                             |         |       |  |  |  |  |  |
| Data: 27-28 marzo 1994        |                             |                             |         |       |  |  |  |  |  |
| Fonte: Ministero dell'interno |                             |                             |         |       |  |  |  |  |  |

### XIII legislatura
|                               | Rosario Pettinato ✔️ Eletto        | L'Ulivo                                  | 51 456  | 45,04 |  |  |  |  |  |
|                               | Vincenzo Rosario Domenico La Russa | Polo per le Libertà                      | 48 363  | 42,33 |  |  |  |  |  |
|                               | Francesco Moncada                  | Movimento Sociale Fiamma Tricolore       | 5 882   | 5,15  |  |  |  |  |  |
|                               | Erasmo Vecchio                     | Noi Siciliani-Fronte Nazionale Siciliano | 3 716   | 3,25  |  |  |  |  |  |
|                               | Salvatore Paternò                  | Lista Pannella-Sgarbi                    | 2 575   | 2,25  |  |  |  |  |  |
|                               | Salvatore Campagna                 | Partito Socialista                       | 2 252   | 1,97  |  |  |  |  |  |
| Totale                        | Totale                             | Totale                                   | 114 244 | 100   |  |  |  |  |  |
|                               |                                    |                                          |         |       |  |  |  |  |  |
| Voti non validi               | Voti non validi                    | Voti non validi                          | 18 491  | 13,93 |  |  |  |  |  |
| Votanti                       | Votanti                            | Votanti                                  | 132 735 | 67,54 |  |  |  |  |  |
| Elettori                      | Elettori                           | Elettori                                 | 196 525 |       |  |  |  |  |  |
|                               |                                    |                                          |         |       |  |  |  |  |  |
| Data: 21 aprile 1996          |                                    |                                          |         |       |  |  |  |  |  |
| Fonte: Ministero dell'interno |                                    |                                          |         |       |  |  |  |  |  |

### XIV legislatura
|                               | Filadelfio Guido Basile ✔️ Eletto | Casa delle Libertà                   | 59 550  | 46,65 |  |  |  |  |  |
|                               | Rocco Testa                       | L'Ulivo                              | 34 594  | 27,10 |  |  |  |  |  |
|                               | Francesco Parisi                  | Democrazia Europea                   | 34 594  | 27,10 |  |  |  |  |  |
|                               | Giuseppe Pignataro                | Partito della Rifondazione Comunista | 7 093   | 5,56  |  |  |  |  |  |
|                               | Giuseppe Mirata                   | Lista Di Pietro                      | 5 563   | 4,36  |  |  |  |  |  |
|                               | Pietro Marino                     | Fronte Nazionale                     | 4 399   | 3,45  |  |  |  |  |  |
|                               | Giuseppe Giacobbe                 | Lista Pannella-Bonino                | 1 270   | 0,99  |  |  |  |  |  |
|                               | Vito Vinci                        | Noi Siciliani                        | 996     | 0,78  |  |  |  |  |  |
| Totale                        | Totale                            | Totale                               | 127 658 | 100   |  |  |  |  |  |
|                               |                                   |                                      |         |       |  |  |  |  |  |
| Voti non validi               | Voti non validi                   | Voti non validi                      | 13 899  | 9,82  |  |  |  |  |  |
| Votanti                       | Votanti                           | Votanti                              | 141 557 | 69,28 |  |  |  |  |  |
| Elettori                      | Elettori                          | Elettori                             | 204 327 |       |  |  |  |  |  |
|                               |                                   |                                      |         |       |  |  |  |  |  |
| Data: 13 maggio 2001          |                                   |                                      |         |       |  |  |  |  |  |
| Fonte: Ministero dell'interno |                                   |                                      |         |       |  |  |  |  |  |